# Лучинский, Пётр Кириллович
Пётр Кири́ллович (Пе́тру Кири́левич) Лучи́нский (рум. Petru Lucinschi; род. 27 января 1940, с. Старые Радуляны, Сорокский жудец, цинут Прут, Королевство Румыния, ныне Флорештский район, Республика Молдова) — советский и молдавский государственный и политический деятель. Первый секретарь ЦК КП Молдавской ССР (1989—1991). Председатель Парламента Республики Молдова (4 февраля 1993 — 5 марта 1997). Президент Республики Молдова (15 января 1997 — 7 апреля 2001).

## Биография
Пётр Лучинский родился 27 января 1940 года в селе Старые Радуляны, в Бессарабии.
В 1962 году окончил Кишинёвский государственный университет. Во время учёбы был секретарём бюро ВЛКСМ. В 1963—1964 годах занимался комсомольской работой в Советской Армии. В 1964 году был принят в КПСС. В 1963—1964 годах был 1-м секретарём Бельцкого горкома Комсомола Молдавии. По некоторым источникам, в этот год были закрыты все главные церкви города.
В 1960—1971 годах работал инструктором, заведующим отделом, секретарём, первым секретарём ЦК ЛКСМ Молдавии. В 1971—1976 годах — секретарь ЦК КПМ по идеологии, член Бюро ЦК Компартии Молдавии (в те годы — практически единственный член Бюро ЦК родом из Бессарабии, тогда как прочие члены были родом из Приднестровья). В 1976—1978 годах был первым секретарём Кишинёвского городского комитета Компартии Молдавии. В 1978—1986 годах работал заместителем заведующего отделом ЦК КПСС. С 1986 по 1989 был 2-м секретарём ЦК Компартии Таджикистана. Кандидат в члены ЦК КПСС (1986—1989). После возвращения в Молдавию в 1989 году избран 1-м секретарём ЦК КПМ. Член ЦК КПСС (1989—1991). 
С 1990 по 1991 также член Политбюро ЦК КПСС. C 1991 секретарь ЦК КПСС, одновременно председатель комиссии ЦК КПСС и ЦКК КПСС по организационно-хозяйственным вопросам.

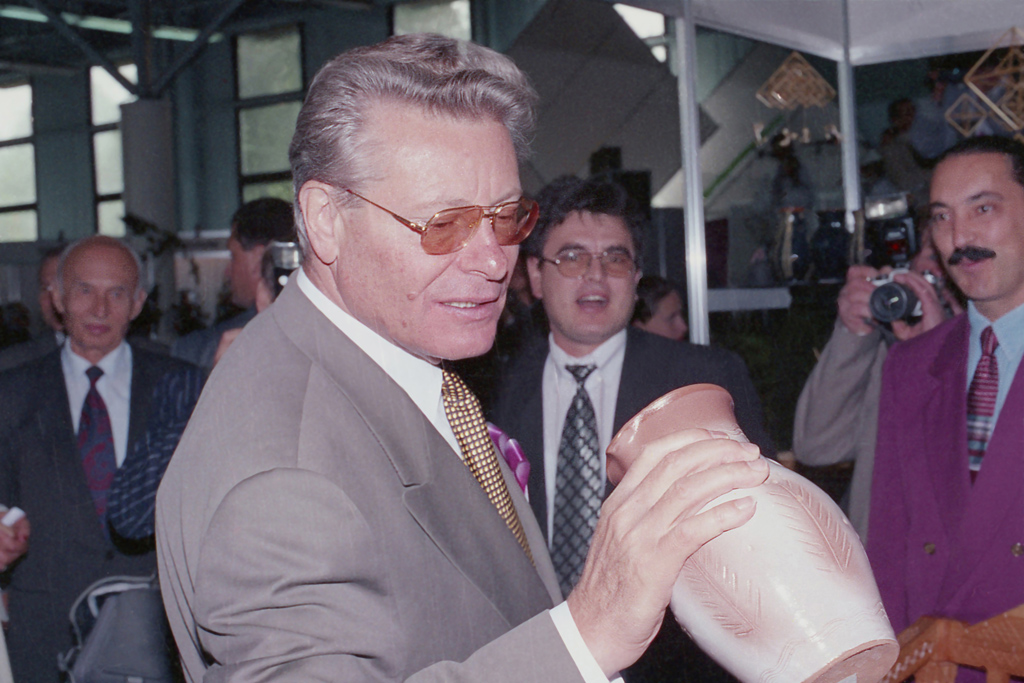
Пётр Лучинский в 1999 году

Некоторые историки Республики Молдова наблюдают, что во время нахождения Лучинского на ответственных постах в Комсомоле и ЦК Компартии Молдавии были вынуждены покинуть республику писатель Ион Друцэ, кинорежиссер Эмиль Лотяну, театральный режиссер и киноактер Ион Унгуряну. В 1970-м году при непосредственном участии Лучинского была расформирована группа                 «Норок». Также отмечают борьбу Лучинского, под руководством Ивана Бодюла, с румынизацией собственных имен и наименований населённых пунктов.
В 1991—1992 годах Пётр Лучинский был старшим научным сотрудником Института общественно-политических исследований Российской академии наук в Москве, исполнительным директором Фонда развития общественных наук РАН. В 1992—1993 годах — чрезвычайный и полномочный посол Республики Молдова в России. 4 февраля 1993 года был избран председателем парламента Молдавии 12-го созыва, а 29 марта 1994 года — председателем парламента Республики Молдова 13-го созыва.
В первом туре президентских выборов 17 ноября 1996 году Лучинский занял второе место с 27,66 % голосов, что на 11 % меньше, чем у его соперника, действующего президента Мирчи Снегура (который набрал 38,75 %). Во втором туре президентских выборов, состоявшихся 1 декабря 1996 года, Лучинский выиграл с 54,02 % голосами избирателей, благодаря поддержке лево-центристов.

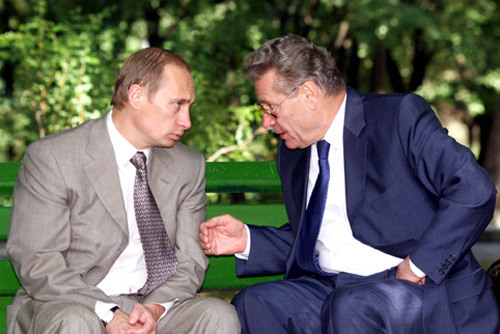
Пётр Лучинский и Владимир Путин, Кишинёв, 17 июня 2000

С 15 января 1997 года по 4 апреля 2001 года занимал пост президента Республики Молдова. Придя к власти Пётр Лучинский, продолжил реформы, начатые его предшественником Мирчей Снегуром. Был продолжен процесс приватизации государственной собственности. В области внешней политики, начался процесс интеграции Республики Молдова в Европейский союз и отдаление от стран Содружества Независимых Государств (СНГ).
Уровень жизни в стране был очень низким, это вызвало недовольство большой части граждан Республики Молдова, которое повлияло на результаты парламентских выборов, назначенных на 20 марта 1998 года, когда за Партию коммунистов Республики Молдова проголосовали 30 % избирателей.
В настоящее время Пётр Лучинский является президентом Фонда стратегических исследований и развития международных отношений «Lucinschi».

## Семья
Жена — Антонина Георгиевна Лучинская (1939—2005) — бывшая учительница, двое сыновей — Сергей и Кирилл.
Кирилл Петрович Лучинский — бывший депутат парламента Республики Молдова, бывший член парламентской фракции ЛДПМ. 25 мая 2017 года был арестован по подозрению в отмывании денег в особо крупных размерах в связи с нарушениями в ВЕМ, Banca Socială и Unibank.

## Награды

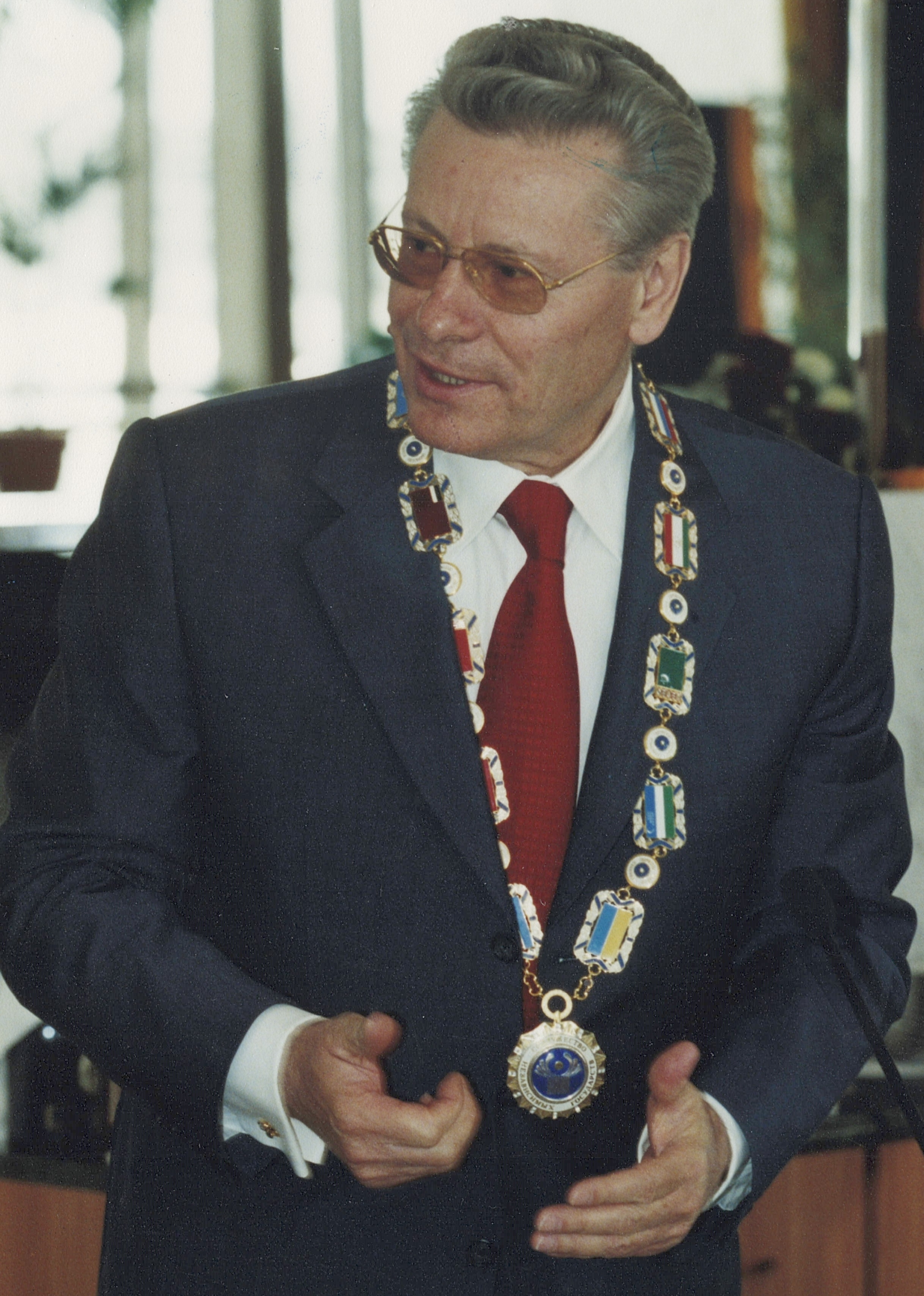
Пётр Лучинский награждён Почётным знаком СНГ

- Орден Республики (Республика Молдова, 27 января 2005) — в знак признания заслуг перед государством и плодотворную деятельность в высших государственных органах[3]
- Большой Крест ордена Почётного легиона (Франция, 1998)[4]
- Орден Спасителя (Греция, 1999)[4]
- Кавалер цепи Ордена Звезды (Румыния, 27 января 2000)[5][6]
- Медаль «Вифлием-2000» (Палестинская национальная администрация, 2000)[7]
- Орден Трудового Красного Знамени (СССР, дважды)[8].
- Орден Дружбы народов (СССР, 14 ноября 1980) — за большую работу по подготовке и проведению Игр XXII Олимпиады[8][9].
- Медаль «В память 850-летия Москвы» (Россия, 6 сентября 1997)[10]
- Om Emerit (Молдавия, 27 января 2015) — в знак признания особых заслуг в укреплении государственности Республики Молдова и за вклад в продвижение демократических ценностей и достижение единения и согласия в обществе[11]
- Почётный знак Содружества Независимых государств (1 июня 2001) — за активную работу по укреплению и развитию Содружества Независимых Государств[12]
- Медаль «МПА СНГ. 25 лет» (27 марта 2017, Межпарламентская ассамблея СНГ) — за заслуги в деле развития и укрепления парламентаризма, за вклад в развитие и совершенствование правовых основ функционирования Содружества Независимых Государств, укрепление международных связей и межпарламентского сотрудничества[13]
- Почётный гражданин города Астаны
- Орден «Святого Благоверного Воеводы Штефана чел Маре» I степени (Православная церковь Молдовы, 9 февраля 2010)[14]
- Большой Орден Кавалера Святой Гробницы (Греческая православная патриархия, Иерусалим, 2000)[4]

## Сочинения
- Заложники. — Кишинёв: INKOMTOUR-EDIT, 1993. — 61 с.
- Профессия — президент. Сто отточенных стрел в адрес человека, возмущённого кризисом власти. — М.: Собеседник, 1999. — 127 с.
- Молдова и молдаване. — Кишинёв: Biblion, 2011. — 364, [2] с. — ISBN 978-9975-112-52-9.